# 노즐 다이어프램
노즐 다이어프램(nozzle diaphragm)은 고압터빈의 제 1단에 설치된 고정날개이며, 터빈에 유입되는 증기가 가진 열에너지를 속도에너지로 바꾸는 역할을 한다. 제 1단의 특징은 압력과 온도는 매우 높아서 부하의 변화에 따라 출구 측의 온도와 압력이 크게 변화하게 된다. 
노즐 다이아프램의 내부에는 노즐 블록에 장착되어 있어 주증기 조절밸브 (Control Valve)와 전주분사 (Full-arc)와 부분분사 (Partial-arc) 형태로 연동 운전이 가능토록 그룹화되어 있다.